# Surrounded Islands
 (février 2024).
Si vous disposez d'ouvrages ou d'articles de référence ou si vous connaissez des sites web de qualité traitant du thème abordé ici, merci de compléter l'article en donnant les références utiles à sa vérifiabilité et en les liant à la section « Notes et références ».
Surrounded Islands (littéralement : les Îles entourées) est une œuvre qui a pour technique le Land art des artistes Christo et Jeanne-Claude, réalisée en 1983 et restée en place pendant deux semaines. Elle consiste en l'encerclement d'îles de la baie de Biscayne à Miami par du polypropylène rose.

## Description
Pour Surrounded Islands, 11 îles de la baie de Biscayne à Miami, s'étendant sur plus de 11 km, sont encerclées d'une ceinture de polypropylène rose fuchsia. Chacune de ces ceintures suit le contour d'une île et s'étend sur l'eau en flottant dans la baie jusqu'à 200 pieds (61 m). L'extérieur des ceintures est constitué d'une barre octogonale de 30 cm de diamètre. Ces barres sont reliées aux îles par des ancrages radiaux tous les 12,5 m et également ancrés dans le sol de la baie.
Les ceintures de polypropylène s'étendent également sur la terre ferme, recouvrant les plages afin de donner l'impression de disparaitre sous la végétation.
Au total, l'œuvre nécessite 603 870 m2 de matériau, découpé selon 79 patrons pour suivre les contours des 11 îles. En deux endroits, les ceintures de deux îles proches fusionnent pour ne former qu'une seule bande rose.

## Historique
Les travaux préparatoires pour Surrounded Islands débutent dès 1980, sur la base d'une idée de Jeanne-Claude. Les deux artistes obtiennent les autorisations nécessaires à la réalisation de leur projet et la préparation des îles débute en avril 1981, l'équipe des artistes enlevant 40 tonnes de débris des îles qui servent essentiellement de décharge.
Entre novembre 1982 et avril 1983, 600 000 m2 de polypropylène sont cousus dans une usine spécialement louée pour l'occasion. Au début mai 1983, l'œuvre commence à être installée. Les éléments sont tout d'abord transportés jusqu'aux îles par bateaux, puis assemblés. Le 4 mai, la toile de polypropylène commence à être étendue. L'œuvre est complétée le 7 mai.
430 personnes ont travaillé sur le projet, lequel est entièrement financé par Christo et Jeanne-Claude grâce à la vente de leurs travaux préparatoires et à leurs œuvres précédentes.
Surrounded Islands reste visible pendant deux semaines avant son démantèlement.